# Mirthless
Mirthless ist eine 2003 gegründete Gothic-Metal- und Funeral-Doom-Band.

## Geschichte
Die Band Mirthless wurde zu Beginn des Jahres 2003 in Lima von dem Sänger Hernan „Mirthless“ und dem Schlagzeuger Julio Campos „Satyricon“ gegründet. Noch in den ersten Findungsphasen trat der Gitarrist Moisés Dextre Avila „Soulless“ der Band bei. Im November und Dezember des Jahres 2004 wurde mit Rehearsal I ein erstes Demo aufgenommen und als MC veröffentlicht. Ende des gleichen Jahres begann die Gruppe mit den Aufnahmen im Studio El Sontano um die EP Remembrances einzuspielen und im Selbstverlag zu vertreiben. Im Jahr 2009 ging die Gruppe einen Kontrakt mit dem japanischen Label Deathrash Armageddon ein, über welches im gleichen Jahr die EP …A Las Orillas del Mar… erschien. Die EP stieß auf Anerkennung in Genre-Fankreisen, wodurch das Label Dunkelheit Produktionen auf Mirthless aufmerksam wurde und die Gruppe unter Vertrag nahm. In dieser Phase schied der Schlagzeuger aus persönlichen Gründen aus der Band und wurde 2011 durch „Schizophrenic“ ersetzt.
Im Frühjahr 2013 erschien sodann das Debütalbum A Dirge for Your Suicide über Dunkelheit Produktionen. Die internationale Resonanz fiel unterschiedlich aus. Stefano Cavanna kritisierte das Album für das italienische Webzine In Your Eyes als „leidenschaftlich“, jedoch „nicht besonders innovativ“ und teilweise überlagert von „Klischees“. In der Konsequenz sei das Album ein Beleg dafür, dass die Doom-Szene Südamerikas „unter einer gewissen Ablösung von den natürlichen Bezugspunkten wie den europäischen und nordamerikanischen Schulen leidet.“ Autoren der deutschen Webzines Twilight Magazine und Voices from the Darkside urteilten hingegen positiv über A Dirge for Your Suicide. Es sei „ein wunderschönes Oxymoron erhebender Depressionen“ und „ein überaus überzeugendes, authentisches und bodenständiges Doom-Album, das in Konkurrenz zu den frühen klassischen Scheiben von MY DYING BRIDE und PARADISE LOST tritt. Ein erster Schritt, um aus dem Schatten dieser Ikonen herauszutreten.“ Im Jahr 2017 beteiligte sich die Band an der Veröffentlichung der erneut über Dunkelheit Produktionen herausgegebenen Split-EP Dschinn…/Atardecer de Mayo mit Grimoire de Occulte.

## Stil
Die von Mirthless präsentierte Musik wird dem Death Doom, dem Gothic Metal und Funeral Doom zugerechnet. Der Gesang variiert zwischen klarem klagenden, einem tiefen Growling sowie einem hohen geschrienen Gesang. Die Musik hierzu sei „zeitlupenartig vorangetrieben durch schnörkellose bodenständige Riffs in melodiöser überzeugender Monotonie“. Das Gitarrenspiel sei geprägt durch „wiederholende und düstere Riffs“. Die Band bietet Rezensenten zur Folge „eine vielfältigere Stilvielfalt“ als erwartet. Die Musik wird als Klagelieder beschrieben, sie sei langsam und an einem gemächlichen Voranschreiten, orientiert.

## Diskografie
- 2004: Rehearsal I (Demo, Selbstverlag)
- 2006: Remembrances (EP, Selbstverlag)
- 2009: …a las orillas del mar (EP, Deathrash Armageddon)
- 2013: A Dirge for Your Suicide (Album, Dunkelheit Produktionen)
- 2017: Dschinn…/Atardecer de Mayo (Split-EP mit Grimoire de Occulte, Dunkelheit Produktionen)